# Persikabo 1973
Persatuan Sepakbola Indonesia Kabupaten Bogor 1973, oder einfach Persikabo 1973 oder Kabo '73, ist ein indonesischer Fußballverein aus Bogor. Aktuell spielt der Verein in der höchsten Liga des Landes, der Liga 1.

## Erfolge
- AIA Charity Trofeo Championship: 2016

## Stadion
Seine Heimspiele trägt der Verein im Pakansari Stadium in Pakansari im Distrikt Cibinong aus. Das Stadion hat ein Fassungsvermögen von 30.000 Zuschauern. 
Koordinaten: 6° 29′ 42″ N, 106° 50′ 0,1″ O

## Trainer seit 2015
Stand: März 2021
| Name                | Zeit bei TIRA-Persikabo | Zeit bei TIRA-Persikabo |
| Name                | von                     | bis                     |
| ------------------- | ----------------------- | ----------------------- |
| Suharto             | 1. November 2015        | 4. April 2016           |
| Eduard Tjong        | 5. April 2016           | 24. Juni 2016           |
| Suharto             | 24. Juni 2016           | 31. Dezember 2016       |
| Laurent Hatton      | 1. Januar 2017          | 5. Mai 2017             |
| Ivan Kolev          | 5. Mai 2017             | 21. September 2017      |
| Rudy Eka Priyambada | 21. September 2017      | 31. Mai 2018            |
| Miftahudin Mukson   | 1. Juni 2018            | 3. Juli 2018            |
| Nil Maizar          | 4. Juli 2018            | 31. Dezember 2018       |
| Rahmad Darmawan     | 1. Januar 2019          | 28. November 2019       |
| Miftahudin Mukson   | 29. November 2019       | 6. Dezember 2019        |
| Igor Kriushenko     | 7. Dezember 2019        | heute                   |